# Fevzi Şeker
Fevzi Şeker (* 27. července 1962 – 15. prosince 2011) byl turecký zápasník, volnostylař. V roce 1984 na olympijských hrách v Los Angeles vybojoval v kategorii do 68 kg šesté místo, o čtyři roky později na hrách v Soulu nepostoupil ve stejné kategorii ze skupiny. V roce 1983 a 1985 vybojoval stříbro a v roce 1987 a 1989 bronz na mistrovství Evropy. Na mistrovství světa dosáhl nejvýše na šesté místo a to v roce 1987.